# Anneliese Seonbuchner
Annelise Seonbuchner (née le 13 septembre 1929 à Nuremberg et morte le 20 novembre 2020) est une athlète allemande ayant concouru pour l'Allemagne de l'Ouest spécialiste du 80 mètres haies. Membre du 1. FC Nuremberg, elle remporte une médaille d'argent aux championnats d'Europe de 1954. Elle a également pratiqué le saut en longueur et le pentathlon.

## Biographie

### Palmarès
| Date | Compétition           | Lieu     | Résultat | Performance |
| ---- | --------------------- | -------- | -------- | ----------- |
| 1952 | Jeux olympiques d'été | Helsinki | 4e       | 11 s 2      |
| 1954 | Championnats d'Europe | Berne    | 2e       | 11 s 2      |

### Records
| Épreuve         | Performance | Lieu | Date |
| --------------- | ----------- | ---- | ---- |
| 80 mètres haies | 11 s 0      |      | 1958 |